# Viaduc de Douvenant
Le viaduc de Douvenant est un viaduc à voûtes, situé entre les communes de Saint-Brieuc et Langueux. 
Il a été conçu pour les lignes Saint-Brieuc - Moncontour des chemins de fer des Côtes-du-Nord et Saint-Brieuc - Saint-Briac.
Il fait partie de la série de treize viaducs dits du type « Grognet ».

## Description
Le viaduc est construit, intégralement en courbe, en pierres et briques. 
| Longueur | Largeur | Hauteur | Arches                             | Rayon de courbure |
| -------- | ------- | ------- | ---------------------------------- | ----------------- |
| 130,80 m | 3,90 m  | 22,80 m | 15 ayant une portée de 6 m chacune | 109 m             |

## Historique

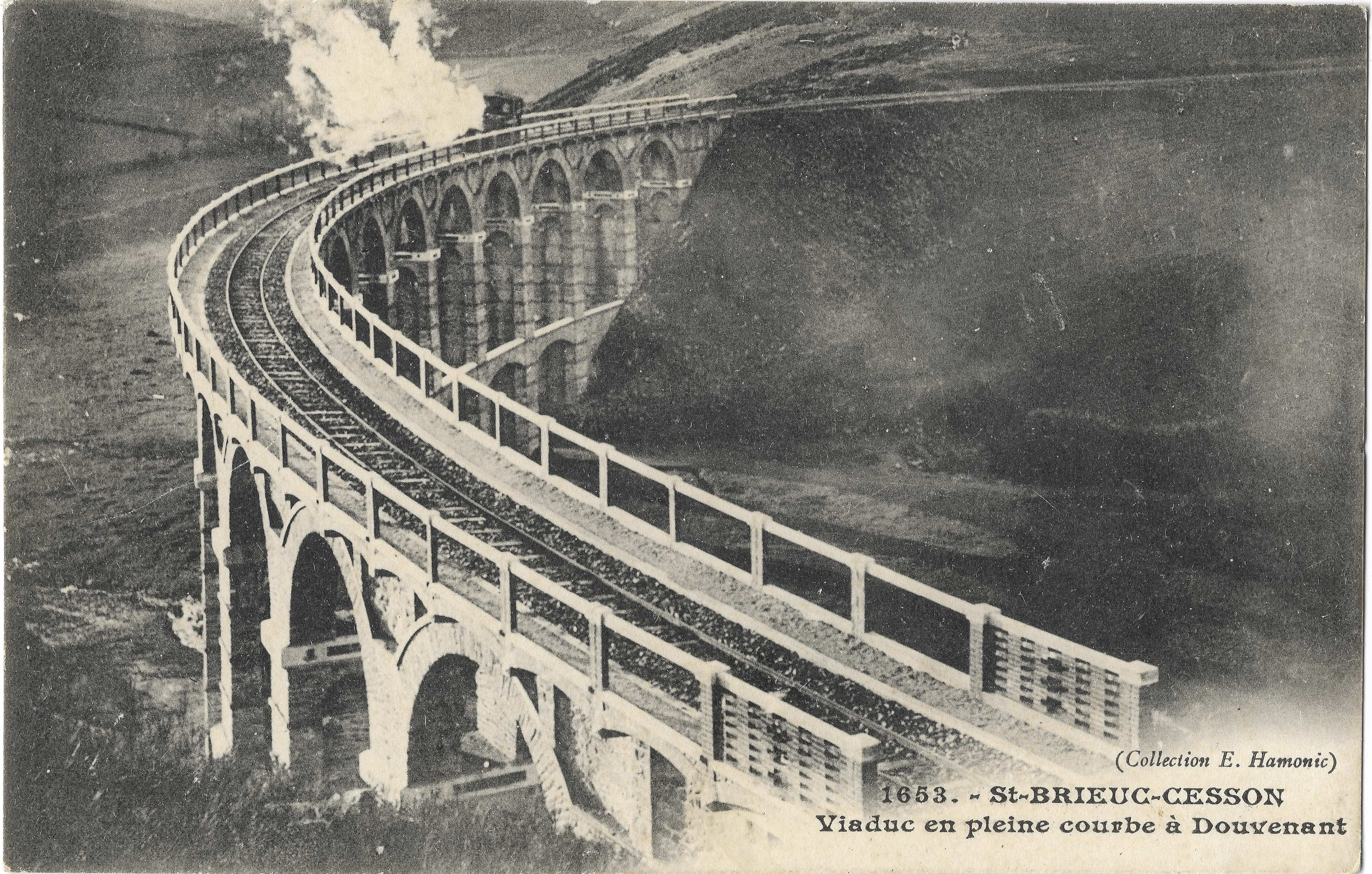
Vue du dessus du viaduc, on peut aussi voir les trottoirs.

Le viaduc est construit entre 1903 et 1905 par Louis Harel de la Noë pour les chemins de fer des Côtes-du-Nord. Il est ouvert à la circulation de train jusqu'en 1948.
Le viaduc est inscrit au titre des monuments historiques en 2018.
L'association des chemins de fer des Côtes-du-Nord a un projet de réhabiliter ce viaduc pour y faire passer un train tout en donnant la possibilité aux piétons et aux cyclistes de l'utiliser pour respecter au mieux le viaduc.
De son côté l'association AMENO, opposée au retour du chemin de fer sur cette section, propose la création d'une voie verte de Cesson à Saint-Ilan qui passerait par ce viaduc en rendant le viaduc accessible uniquement aux piétons et vélos avec destruction des trottoirs.
En 2021, le département lance le chantier de réhabilitation du viaduc afin de créer une voie verte reliant Cesson à la briqueterie de Saint-Ilan de Langueux, dans le cadre de la Vélomaritime (EV4). La voie verte est ouverte en mai 2022,. Les travaux auront coûté 810 000 euros.